# Julie Manet
Eugénie Julie Manet, född 14 november 1878 i Paris, död 14 juli 1966, var en fransk målare, konstnärsmodell och konstsamlare. 
Hon var dotter och enda barn till Berthe Morisot och Eugène Manet, yngre bror till Édouard. Hon blev föräldralös vid 16 års ålder och kom under författaren Stéphane Mallarmés förmyndarskap. Hon fick även finansiellt stöd av Auguste Renoir som också porträtterade henne i ett antal målningar. Hon gifte sig i Passy i maj 1900 med konstnären Ernest Rouart, son till Henri Rouart. Det var ett dubbelbröllop då Julies kusin Jeannine Gobillard samtidigt gifte sig med författaren Paul Valéry.

## Porträtt av Julie Manet

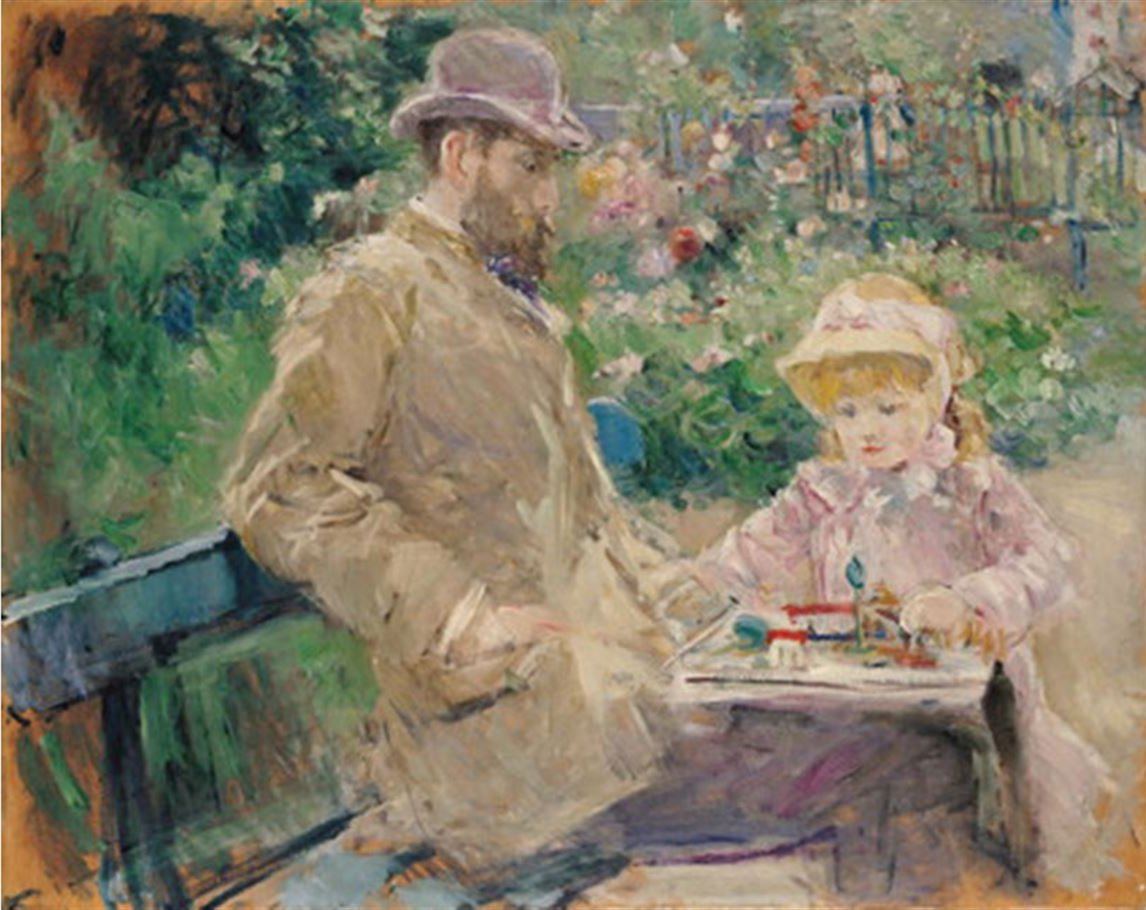
Berthe Morisots Eugène Manet och hans dotter i Bougival (1881).
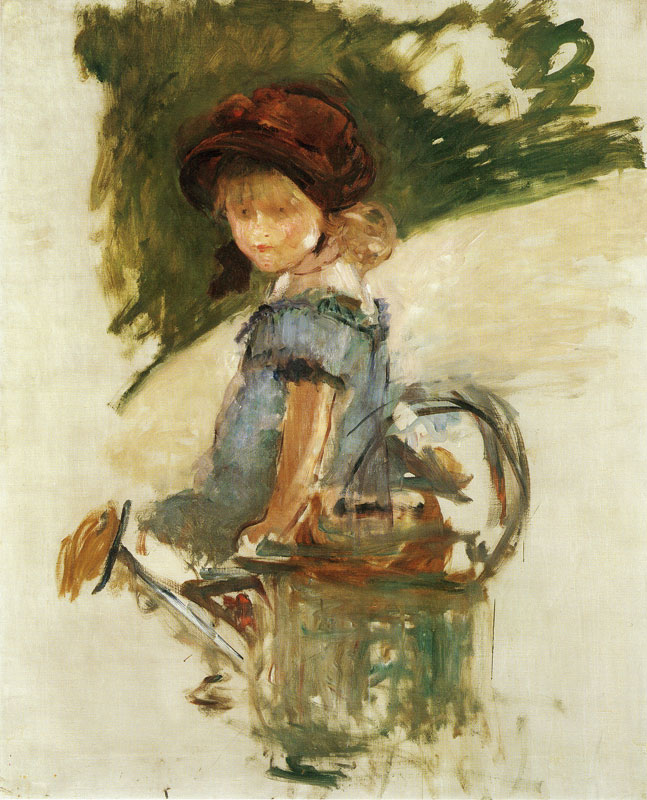
Édouard Manets Julie Manet sitter på en vattenkanna (1882).
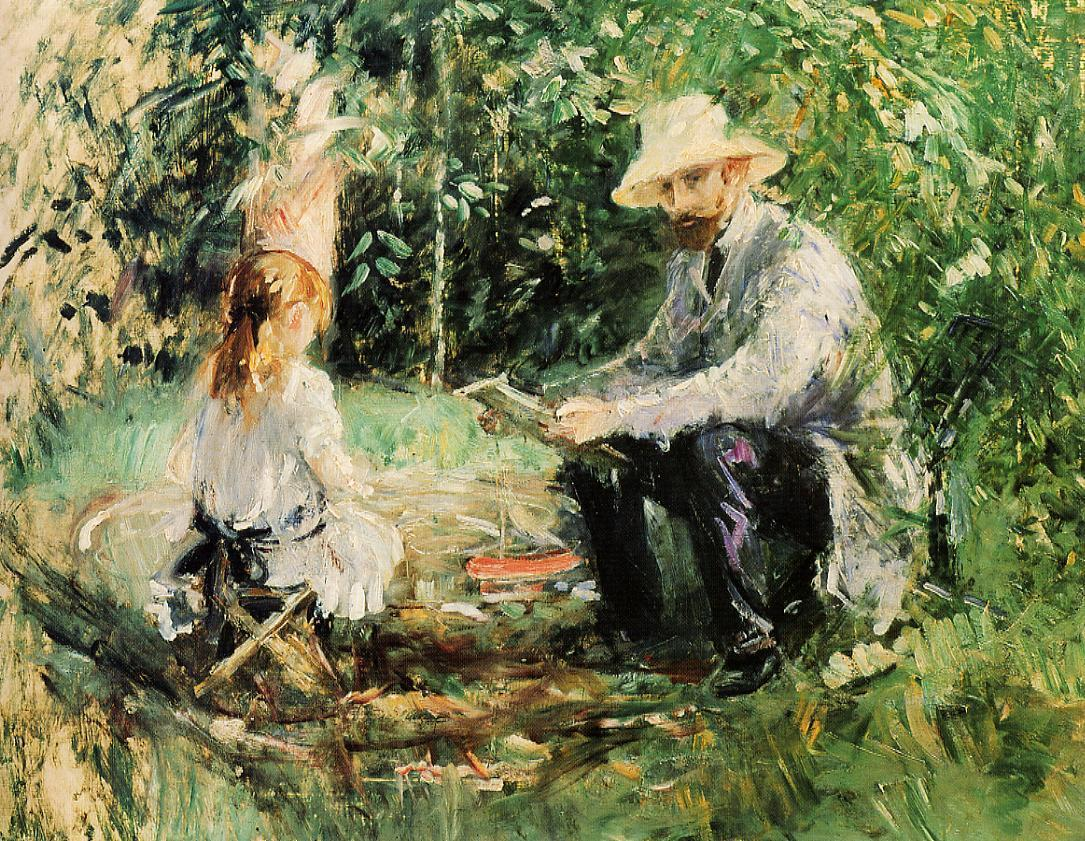
Morisots Eugène Manet och hans dotter i trädgården (1883).
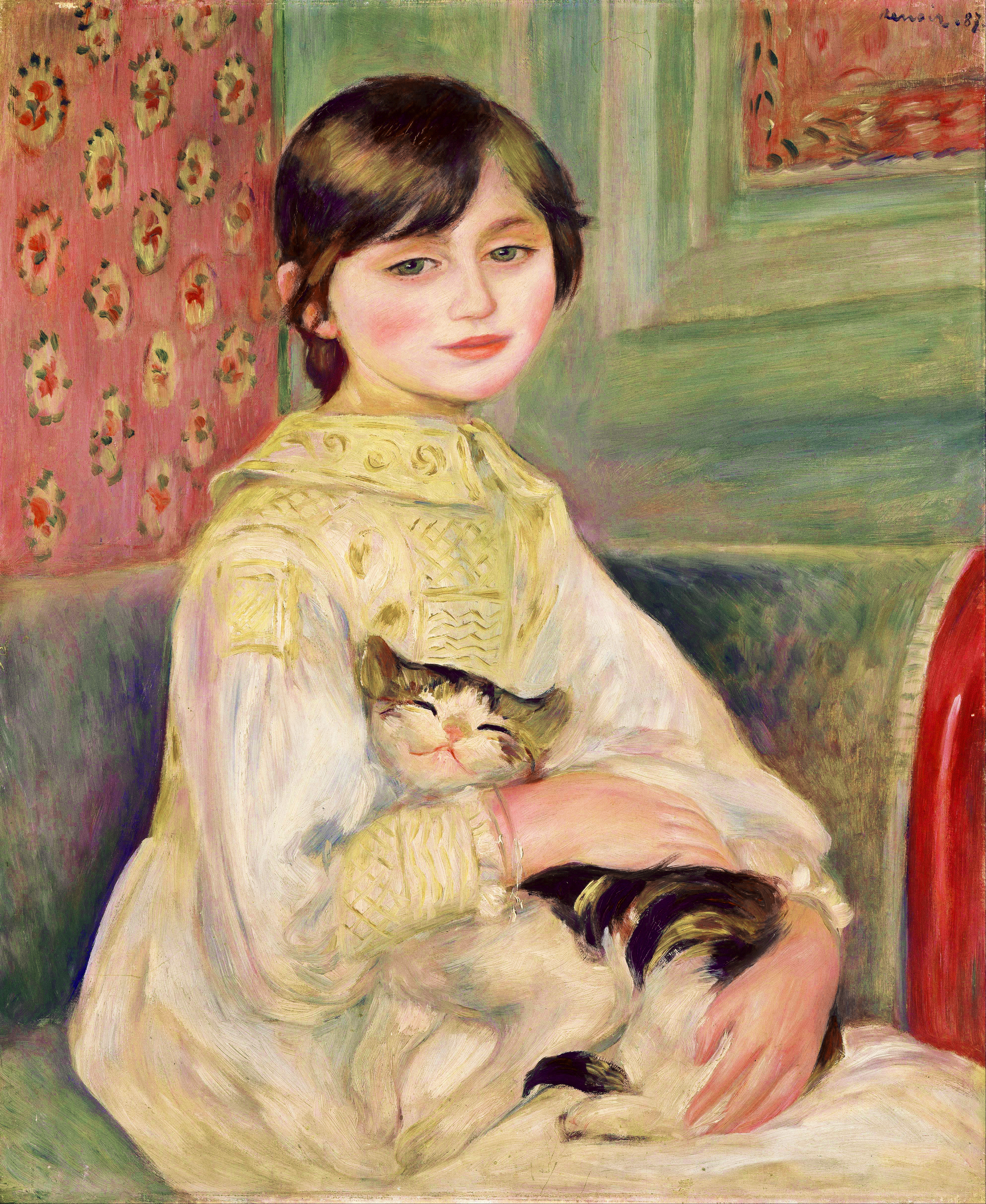
Auguste Renoirs Julie Manet med en katt (1887).
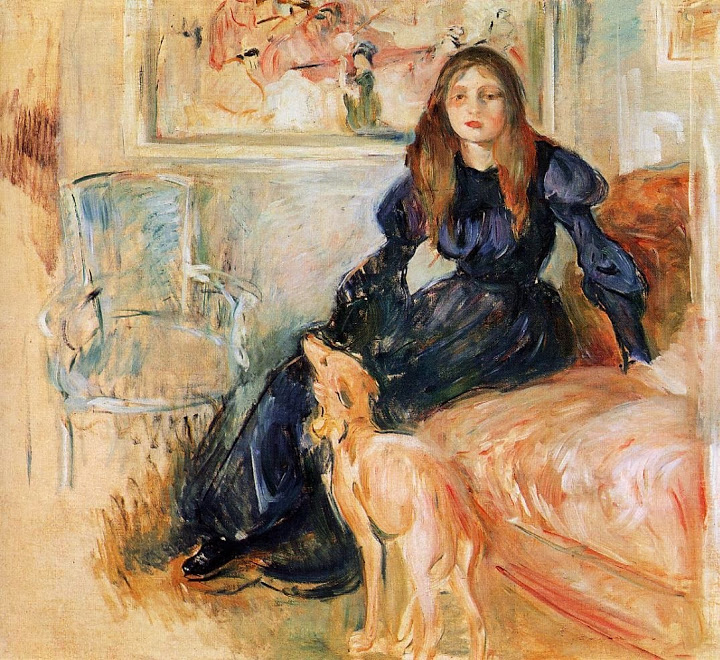
Morisots Julie Manet med sin Greyhound Laertes (1893).
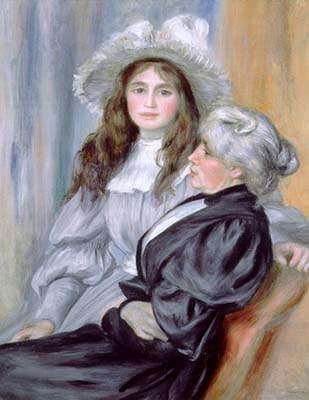
Renoirs Porträtt av Berthe Morisot och dottern Julie Manet (1894).
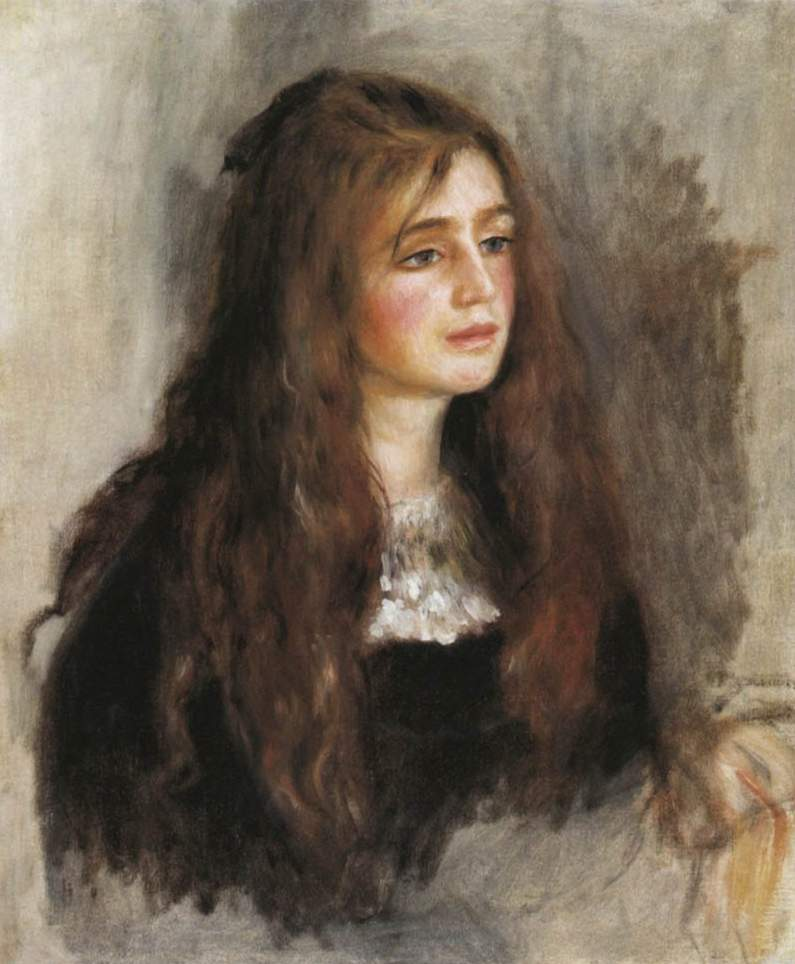
Renoirs Porträtt av Julie Manet (1894).